# 领导力审查
在加拿大政治中，领导力审查（Leadership review）是指政党大会上举行的投票，代表们在投票中决定是支持现任党魁还是讓领导层大会来选举新的领导人。目前，在加拿大大多数政党中，这种投票需要在大选后的第一次大会上舉行。  